# Eberhard Heinrich Löhr

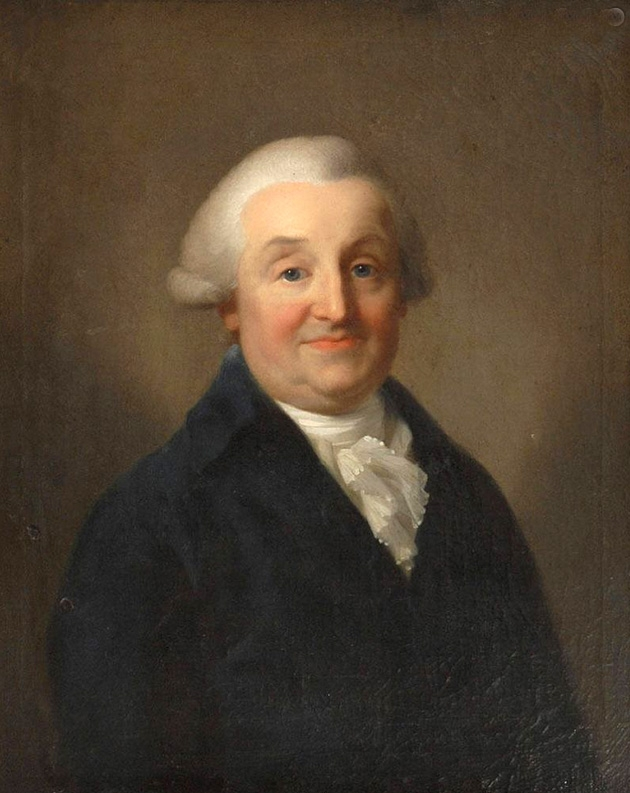
Eberhard Heinrich Löhr

Eberhard Heinrich Löhr (* 5. März 1725 in Hornburg; † 6. August 1798 in Leipzig) war ein deutscher Bankier und Ratsherr.

## Leben
Eberhard Heinrich Löhr erwarb das Leipziger Bürgerrecht und betrieb hier sein „Wechselcomptoir“, das er zu einem der führenden Bankhäuser der Stadt ausbaute. Er besaß zunächst ein Haus in der Grimmaischen Straße (heute Nr. 10). 1760 heiratete er die Tochter des Handelskaufmanns Gottlieb Barthel und erwarb nach dessen Tod 1764 aus dem Nachlass Barthels Hof am Markt.
Löhr machte während des Siebenjährigen Krieges ein vorteilhaftes Geschäft, indem er die den Leipzigern auferlegten Kriegskontributionen als Anleihen aufbrachte, um danach beträchtliche Zinsen einzunehmen. So war es ihm möglich, in der schweren Zeit nach dem Krieg 1771/72 unter Beschäftigung von Arbeitslosen gegen geringen Lohn nördlich der damaligen Stadt ein sumpfiges Gelände zu kultivieren und einen englischen Landschaftsgarten anzulegen (Löhrs Garten). Am südlichen Ende des Gartens ließ er sich an der Promenade (heute Tröndlinring) von  Johann Carl Friedrich Dauthe (1746–1816) ein aufwändiges Wohnpalais errichten, aus dem später das Hotel Fürstenhof entstand.
Im Jahr 1781 wurde Löhr Ratsherr, und 1794 wurde er zum Ratsbaumeister der Stadt ernannt. Seit 1781 war er Mitglied der Vertrauten Gesellschaft. Er war auch Vorsteher des Johannishospitals. In dieser Funktion ließ er den Alten Johannisfriedhof erweitern und in der Johanniskirche im Jahr 1779 eine Schlaguhr einbauen.
Aus der Ehe mit seiner Frau Rahel Charlotte, geborene Barthel († 1803), gingen eine Tochter (Henriette Charlotte, verheiratete Ludwig) und zwei Söhne (Carl Eberhard und Daniel Eberhard) hervor. Die Tochter aus der Ehe Carl Eberhards mit Juliane Wilhelmine Bause (1768–1837), der Tochter des Kupferstechers Johann Friedrich Bause (1738–1814), heiratete den Dichter Johann Georg Keil (1781–1857). So kam der Name Keil in die Familie, und Löhrs Garten hieß später auch Keils Garten.
Als Löhr 73-jährig starb, gehörte zu seinem Nachlass auch eine der umfangreichsten Leipziger Gemäldesammlungen.
Er und die oben genannten Angehörigen wurden im Löhrschen Erbbegräbnis in der III. Abteilung des Alten Johannisfriedhofs beerdigt. Von dort wurden ihre sterblichen Überreste 1903 in das neue Keilsche Erbbegräbnis in der I. Abteilung (Nr. 82) des Neuen Johannisfriedhofs überführt.

## Ehrungen
- Im Jahr 1839 erhielt der südlich von Löhrs Garten gelegene Abschnitt des Promenadenrings den Namen Löhrs Platz (seit 1909 Tröndlinring).
- Von 1872 bis 1934 und erneut seit 1945 trägt die über das ehemalige Gartengelände führende Straße als Löhrstraße seinen Namen.
- Der von 1992 bis 1996 erbaute Gebäudekomplex samt einem Hochhaus mit Sitz der Sparkasse Leipzig auf dem Gelände des ehemaligen Löhrschen Gartens heißt Löhrs Carré.